# 副极地气候
| Dsc Dsd |  | Dwc Dwd |  | Dfc Dfd |

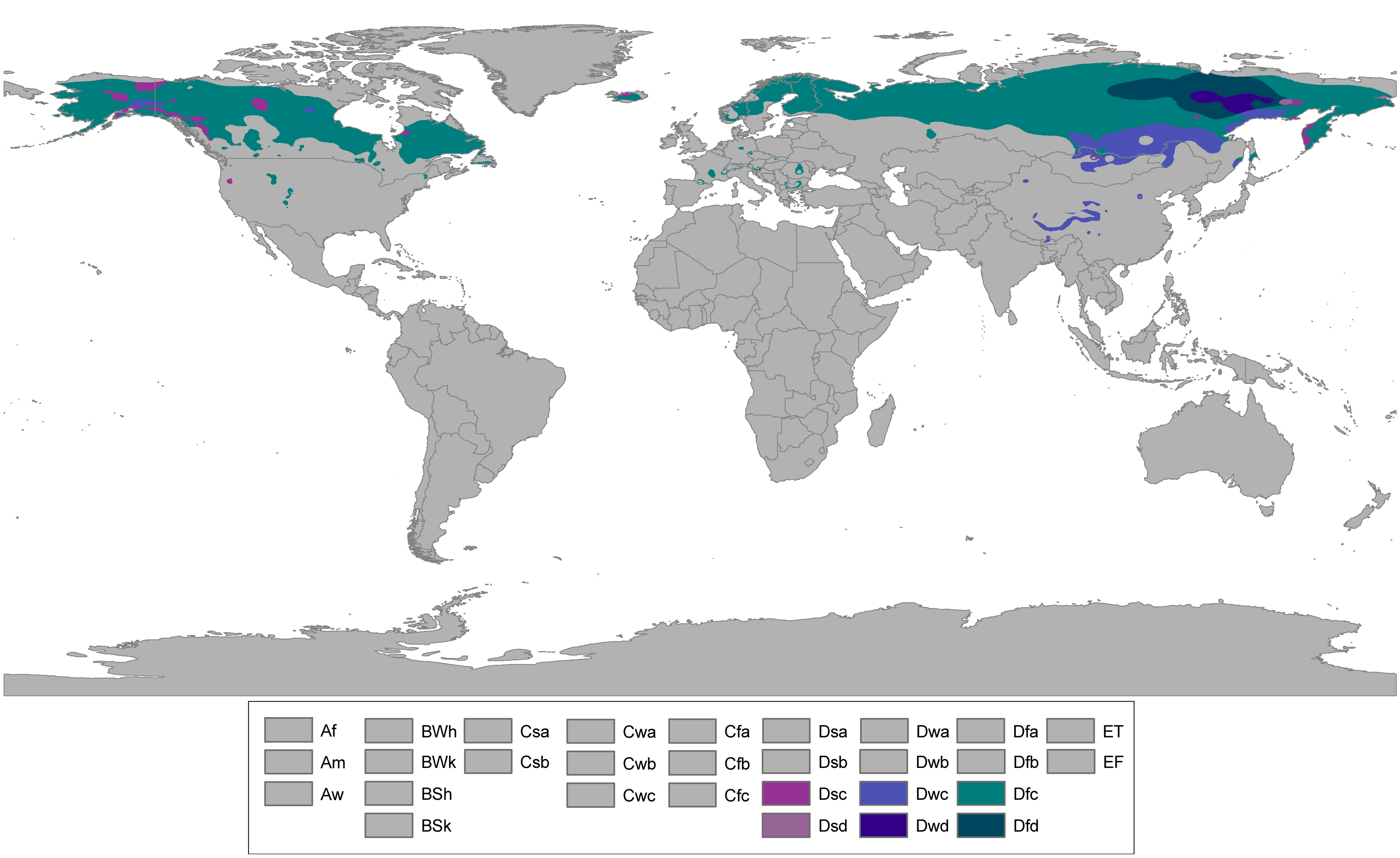
副极地气候范围

副极地气候（subpolar climate），又名副極地大陆性氣候、亚寒带气候（Subarctic climate）、亚寒带针叶林气候或雪林气候、極北氣候（boreal climate），是一种主要分布在北纬50ºN至70ºN之间的气候类型，夏季氣候涼爽，冬季酷寒。

## 分布

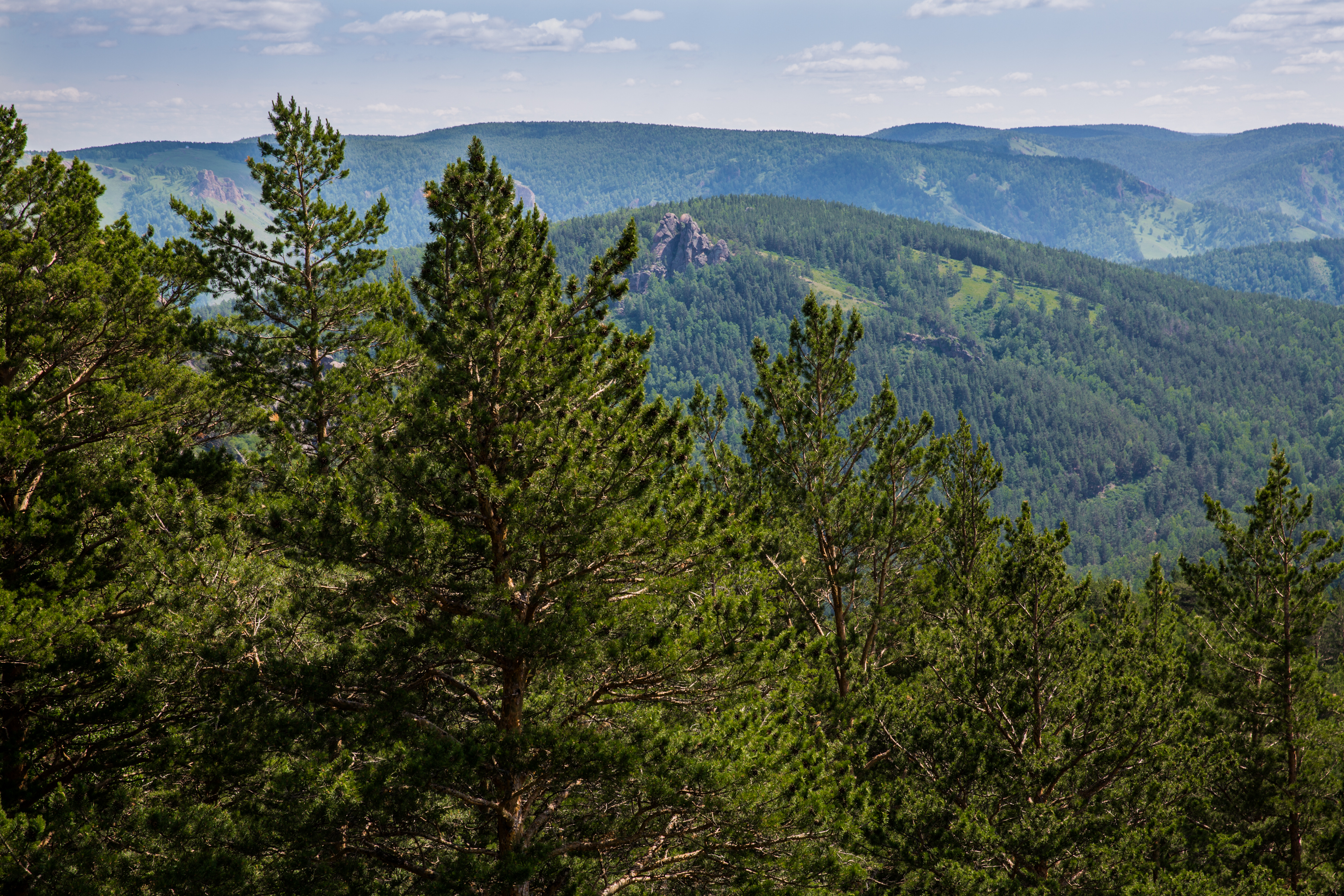
西伯利亞的松樹景觀

分布在北半球陆地的50ºN至70ºN左右。在北美从阿拉斯加经加拿大（主要是育空到拉布拉多和纽芬兰）的大部分北部地区。在亚欧大陆分布于从斯堪的纳维亚半岛中北部起向东经芬兰和俄罗斯西部（南界沿圣彼得堡——下诺夫哥罗德——斯维尔德洛夫斯克一线）、俄罗斯东部、蒙古最北端以及以及中國東北的西部（主要是黑龙江的大兴安岭地区和内蒙古的呼倫貝爾市北部一帶有較多聚落），北部以年可能蒸散量350mm与极地长寒气候分界，大致区域为西伯利亚绝大部分地区。此外，格陵兰岛最南端地区由于全球变暖也从寒带苔原气候变成了亚寒带针叶林气候。南半球同纬度地区则主要为海洋所覆盖，因此不存在狭义上的亚寒带（狭义上的亚寒带为高纬度的大陆性气候区），但在智利和阿根廷的南部、澳大利亚的塔斯马尼亚岛的高地以及赫德岛和麦克唐纳群岛、新西兰的奥克兰群岛等地，这些地区和北半球的冰岛、法罗群岛一样均属于亚寒带海洋性气候（subpolar oceanic climate），且阿根廷西部的高海拔地区也存在类似于北半球的山地大陆性针叶林气候。

## 主要天气系统
受极地海洋气团和极地大陆气团的影响，并为极地大陆气团产生的源地。冬季常受北极气团侵入，暖季有时受热带大陆气团伸入。

## 气候特征与成因
副极地大陆性气候的特征是冬季长而严寒，每年5到7个月的平均气温在0℃以下，有时会出现-40℃以下低温，西伯利亚地区在1月更成为北半球的寒冷中心，其中奥伊米亚康曾经出现-71.2℃的北半球最低气温纪录；夏季短促，有且只有1至3个月的平均气温高于10摄氏度且最热月平均气温不超过22摄氏度，普遍凉爽，夜间气温有时也可能降至0℃以下，但同样可能出现30℃以上甚至是40℃左右的高温（例如加拿大的麦克默里堡在2021年北美西部热浪甚至刷出了40.3度的极端高温），气温日较差和气温年较差均很大。这是因为本区为极地大陆气团的發源地且纬度高，冬季黑夜时间长，正午太阳高度角小，又有积雪覆盖，地面辐射冷却剧烈，受不到海洋气团的调节；夏季则白昼时间过长，在焚风效应下亦可能出现高温。此外，由于气温低，空气中水汽含量不多，导致全年降水量少，为250-550ml。夏季降水集中，主要类型有气旋雨和对流雨；冬季温度低，水汽含量小，又受下沉的大陆反气旋控制，所以降水稀少。然而，低温使得水分蒸发也较为少，因此相对湿度高，仍属于湿润气候，不曾有干燥的感觉，雪量也十分充足。

## 分類

### 全年湿润的副极地气候
大致分布在歐亞大陸北部和北美洲北部的大部分地区，因為受暖流影響，全年湿润。此型氣候在柯本氣候分類法的表示法為「Dfc」和「Dfd」。

### 冬雨型的副极地气候
比较少见，主要分布于美国的阿拉斯加州南部、加拿大的不列颠哥伦比亚省北部和育空地区南部、西伯利亚堪察加半岛西侧延伸至内陆一带的特定山区，地中海沿岸山地和安第斯山脉的部分高海拔地区也属于这种情况。这是由于地形因素而受地中海式气候因素影响的副极地气候，降水主要集中于冬季。此型氣候在柯本氣候分類法的表示法為「Dsc」和「Dsd」。

### 受季风影响的副极地气候
比较少见，主要分布在歐亞大陸北部東緣，即中国的大兴安岭一带、蒙古东北部地区和西伯利亚东南部沿海地区，因為受寒流影響或者受季风影响，只有在寒流減弱的夏季有足量雨水。此型氣候在柯本氣候分類法的表示法為「Dwc」和「Dwd」。

## 自然带
区内森林资源丰富，林业发达，针叶树种生长缓慢而木质优良。

### 土壤
- 灰化土

### 植被
- 北方针叶林

### 动物
- 棕熊
- 西伯利亚虎
- 馴鹿
- 麝牛

## 区内著名城市
- 中国漠河市
- 中国塔河县
- 中国根河市
- 中国牙克石市
- 中国阿尔山市
- 中国玉树市
- 蒙古国乌兰巴托市巴嘎诺尔区
- 蒙古国车车尔勒格市
- 俄羅斯马加丹
- 俄羅斯滕达
- 俄羅斯雅库茨克
- 俄羅斯奥伊米亚康
- 俄羅斯上揚斯克
- 俄羅斯伊尔库茨克
- 俄羅斯赤塔
- 俄羅斯维柳伊斯克
- 俄羅斯阿纳德尔
- 俄羅斯沃尔库塔
- 俄羅斯阿尔汉格尔斯克
- 俄羅斯摩尔曼斯克
- 芬兰坦佩雷
- 芬兰黑诺拉
- 芬兰拉彭兰塔
- 芬兰奥卢
- 芬兰托尔尼奥
- 芬兰罗瓦涅米
- 芬兰库萨莫
- 瑞典厄斯特松德
- 瑞典基律纳
- 挪威摩城
- 挪威特罗姆瑟
- 丹麦法罗群岛托尔斯港
- 丹麦格陵兰岛纳萨尔苏瓦克
- 丹麦格陵兰岛康埃卢苏阿克
- 冰島雷克雅未克
- 加拿大白马市
- 加拿大黄刀市
- 加拿大史密斯堡
- 加拿大拉布拉多市
- 加拿大汤普森
- 加拿大麦克默里堡
- 加拿大七岛市
- 美国阿拉斯加安克雷奇
- 捷克利萨山
- 智利蓬塔阿雷纳斯
- 阿根廷里奥格兰德
- 阿根廷烏斯懷亞
- 塔斯马尼亚格雷特纳（Gretna, Tasmania）